# Macintosh II

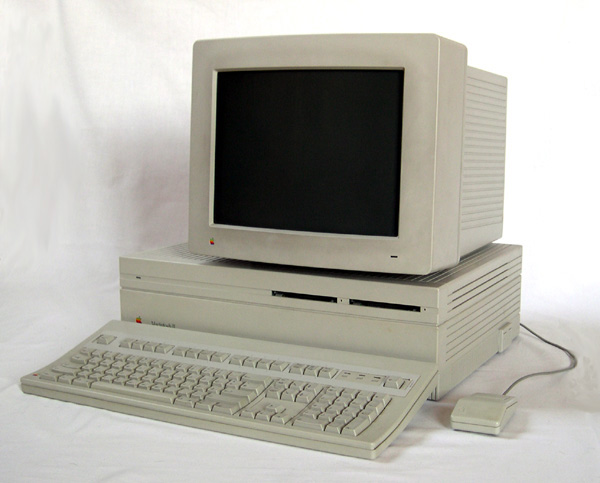
Macintosh II.

El Macintosh II, conocido también como "Mac II" fue un modelo de ordenador de la serie Apple Macintosh que apareció el 2 de marzo de 1987.
Estaba equipado con un procesador Motorola 68020 con una frecuencia de reloj de 16 MHz y una memoria de 1 MB de SIMM y podía ampliarse hasta 20 MB, y con la extensión FDHD hasta 68 MB. El disco duro opcional tenía una capacidad de 20 MB y estaba conectado por medio de SCSI. Para tarjetas ampliadoras había 6 entradas NuBus. A diferencia del popular Macintosh Plus también podía ampliarse por medio del bus SCSI, al que podían conectarse varios dispositivos externos, tales como un escáner, varios discos duros, unidades de CD-ROM o unidades de cinta para realizar copias de seguridad. 
El Macintosh II fue el primer Macintosh que se fabricó de forma modular y no tenía el monitor integrado en la carcasa. Sirvió de base para una serie completa de ordenadores Macintosh II, tales como el Macintosh IIx, el Macintosh IIsi o el Macintosh IIfx.